# Attagis malouinus
Attagis malouinus là một loài chim trong họ Thinocoridae.